# NGC 67A
NGC 67A (PGC 138159) je eliptična galaktika u zviježđu Andromedi. 

## Vanjske poveznice
- (engl.) SEDS: NGC 67
- (engl.) Hartmut Frommert: Revidirani Novi opći katalog
- (engl.) Izvangalaktička baza podataka NASA-e i IPAC-a
- (engl.) Astronomska baza podataka SIMBAD
- (engl.) VizieR
- DSS-ova slika NGC 67
- (engl.) Auke Slotegraaf: NGC 67 Deep Sky Observer's Companion
- (engl.) NGC 67  Arhivirana inačica izvorne stranice od 3. travnja 2015. (Wayback Machine) DSO-tražilica
- (engl.) Courtney Seligman: Objekti Novog općeg kataloga: NGC 50 - 99